# Plymouth Duster

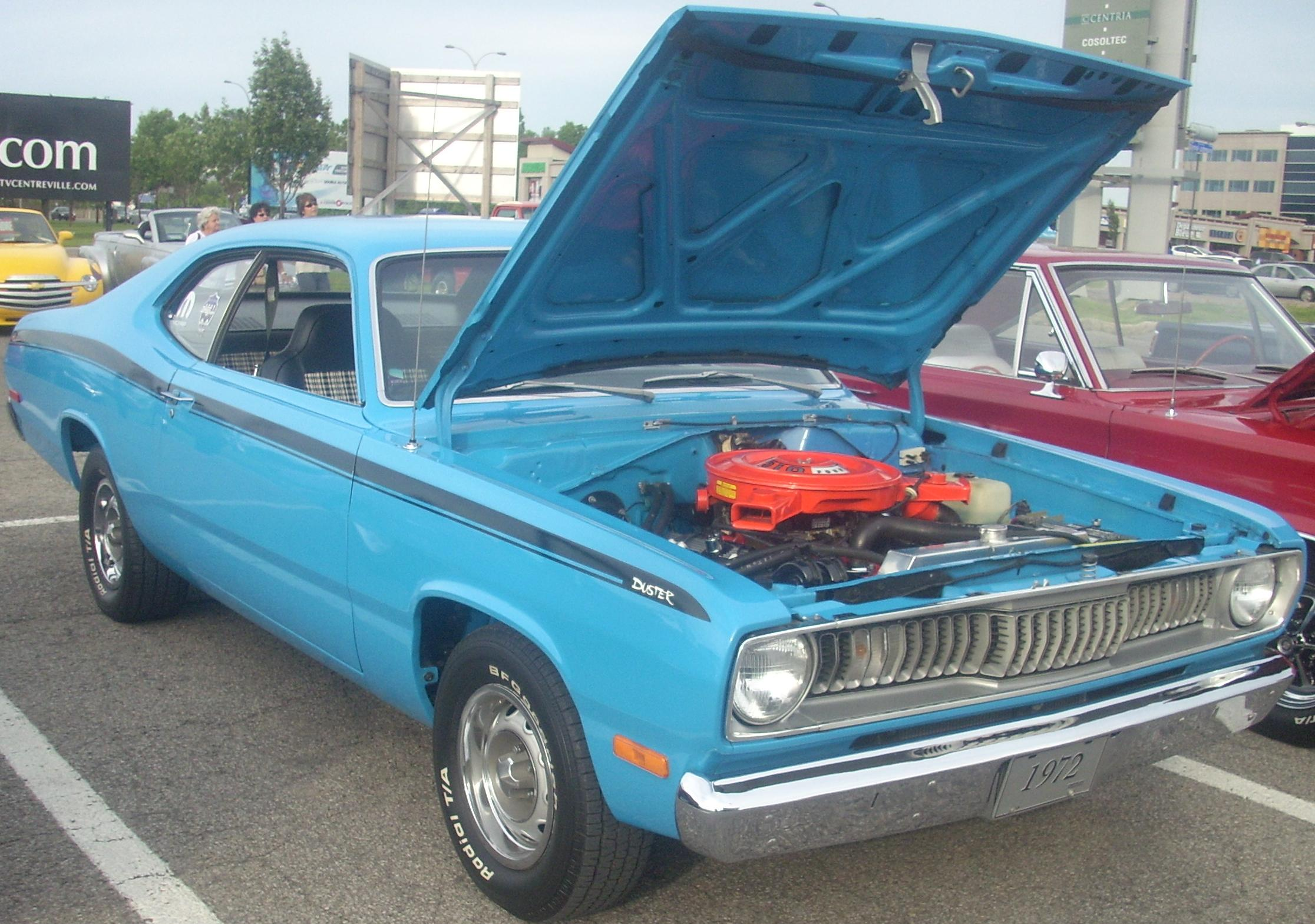
Plymouth Duster

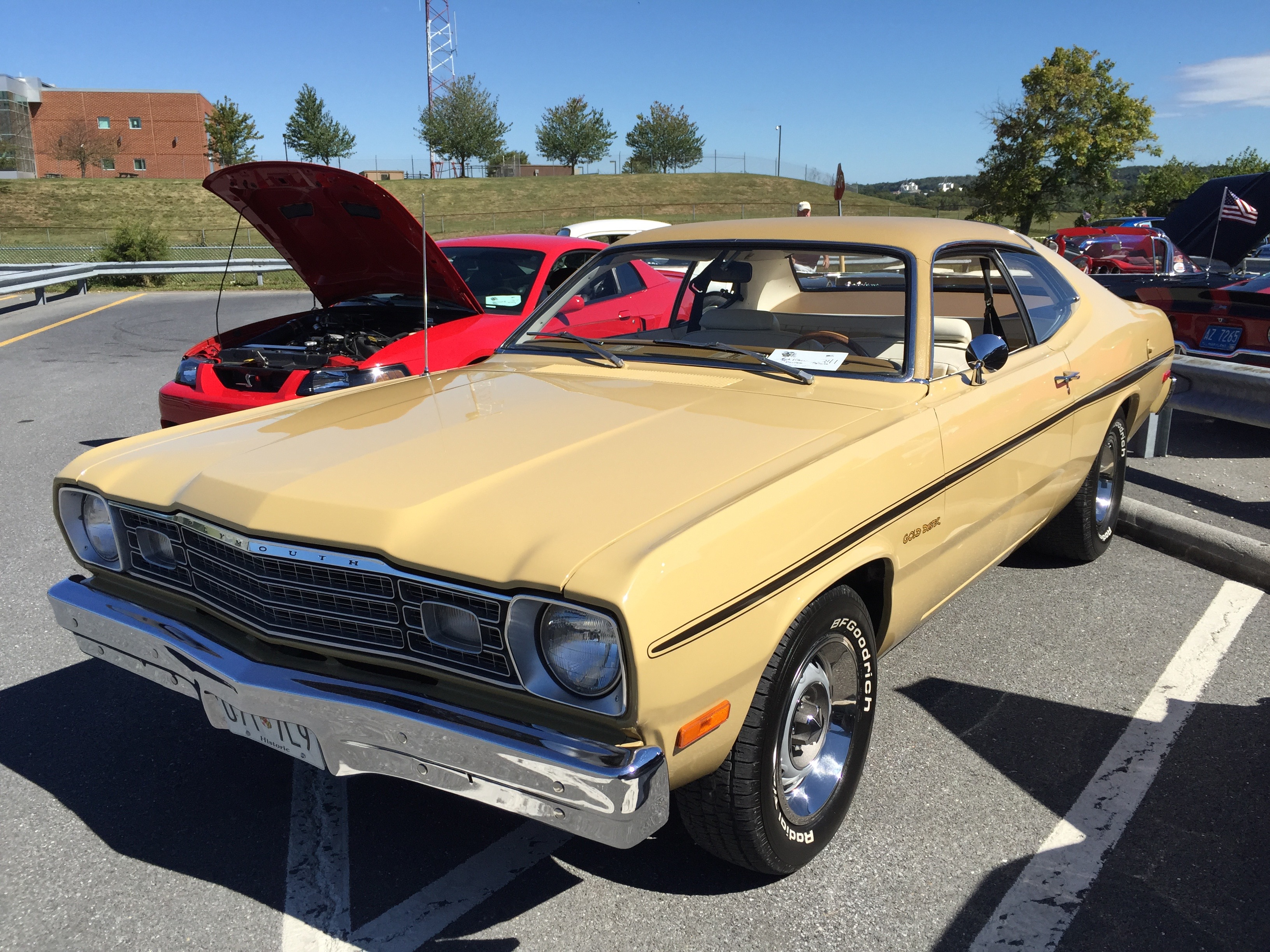
Plymouth Duster

Plymouth Duster — автомобиль класса mid-size с кузовом типа fastback производства американской компании Plymouth.

## История
Автомобиль Plymouth Duster впервые был представлен в конце 1969 года. Модель является дальнейшим развитием Plymouth Valiant. В середине 1970 года был представлен вариант Gold Duster.
С 1971 года производилась также модификация Duster Twister. С 1972 года автомобиль проходил рестайлинг.
С 1976 года существовали также следующие модификации:
- Feather Duster.
- Space Duster.
- Silver Duster.

В середине 1976 года автомобиль Plymouth Duster был снят с производства и заменён автомобилем Plymouth Volare.